# Уильям III де Бошан из Элмли
Уильям III де Бошан из Элмли (англ. William de Beauchamp; 1190-е — 1211) — феодальный барон Салварпа с 1197, старший сын Уильяма II де Бошана из Элмли и Амиции. Стал бароном, будучи несовершеннолетним, но до смерти так и не успел вступить в права наследования.

## Происхождение
Уильям происходил из рода Бошанов из Элмли (Вустершира). Вероятно, что их родовое прозвание, Бошан (от фр. beau champ — «красивое поле»), произошло от названия владений предков в Нормандии. В латинских источниках представители Бошанов указывались с родовым прозванием «Белло-кампо» (de Bello campo) от латинского названия фамилии (лат. campus bellus). Джон Гораций Раунд предполагал, что Бошаны происходили из Кальвадоса.
Могущество рода было заложено Уолтером I де Бошаном, который было одним из «новых людей» английского короля Генриха I — королевским чиновником и администратором при королевском дворе. Благодаря браку с Эммелин д’Абето, дочерью Урса д’Абето, шерифа Вустершира, в 1110-е годы получил он приобрёл владения в Вустершире, конфискованные у брата жены, после чего занял в графстве доминирующее положение. Также он получил должность шерифа Вустершира, ставшую в итоге наследственной. Его владения составили феодальную баронию Салварп. Его сын Уильям I во время гражданской войны между сторонниками Стефана Блуаского и императрицы Матильды выбрал сторону последней, а после поддерживал её сына, будущего короля Генриха II Плантагенета, после вступления на престол которого занимал ряд административных должностей. Однако после того как во время расследования деятельности Уильяма вскрылись злоупотребления на должности шерифа Вустершира, он был с неё смещён, а вскоре после этого умер. Только его сыну, Уильяму II, удалось вернуть должность. От брака с Амицией он оставил двух сыновей, старшим из которых был Уильям III.

## Биография
О биографии Уильяма известно мало. Его отец умер в 1197 году, оставив двух несовершеннолетних сыновей, поэтому над ним была назначена опека. Известно, что в 1200 году опекуном был его родственник, Уильям де Браоз, 4-й барон Брамбер, а в 1209 году была передана на 4 года «свободным арендаторам» баронии во главе с Робертом де Бошаном, братом отца Уильяма.
В 1198 году Амиция, мать Уильяма, судя по всему, от имени сына подала подала иск против Уильяма де Браоза, претендуя на землю в Оксфордшире. Скорее всего, это связано с наследованием владений Браозов, на которые Уильям имел право, поскольку его бабушка происходила из этого рода.
Уильям умер в 1211 году, в день Святого Михаила. Ему наследовал младший брат Уолтер II..